# Geshe Wangyal
Geshe Wangyal oder Ngawang Wangyal (tibetisch ངག་དབང་དབང་རྒྱལ, tib. ngag dbang dbang rgyal; * 1901; † 1983), ein kalmückischer Mongole, war ein hoher Gelugpa-Mönch und gilt als Amerikas erster Lehrer des Tibetischen Buddhismus. Er war ein Schüler von Agvan Dorzhiev (1854–1938), dem diplomatischen Vertreter des 13. Dalai Lama. Im Jahr 1958 erhielt er vom 14. Dalai Lama die besondere Erlaubnis, Amerikas ersten Tempel des tibetischen Buddhismus in New Jersey zu gründen. Es war auch der erste Gelug-Tempel in Amerika.